# Montenegrijns handbalteam junioren (vrouwen)
Het Montenegrijns handbalteam junioren is het nationale onder-19 en onder-20 handbalteam van Montenegro. Het team vertegenwoordigt het Rukometni savez Crne Gore in internationale handbalwedstrijden voor vrouwen.

## Resultaten

### Wereldkampioenschap handbal onder 20
| Wereldkampioenschap handbal onder 20 | Wereldkampioenschap handbal onder 20 | Wereldkampioenschap handbal onder 20 | Wereldkampioenschap handbal onder 20 | Wereldkampioenschap handbal onder 20 | Wereldkampioenschap handbal onder 20 | Wereldkampioenschap handbal onder 20 | Wereldkampioenschap handbal onder 20 | Wereldkampioenschap handbal onder 20 |
| Jaar                                 | Resultaat                            | Wed                                  | W                                    | G                                    | V                                    | DV                                   | DT                                   | DS                                   |
| ------------------------------------ | ------------------------------------ | ------------------------------------ | ------------------------------------ | ------------------------------------ | ------------------------------------ | ------------------------------------ | ------------------------------------ | ------------------------------------ |
| 1977                                 | Deel van Joegoslavië                 | Deel van Joegoslavië                 | Deel van Joegoslavië                 | Deel van Joegoslavië                 | Deel van Joegoslavië                 | Deel van Joegoslavië                 | Deel van Joegoslavië                 | Deel van Joegoslavië                 |
| 1979                                 | Deel van Joegoslavië                 | Deel van Joegoslavië                 | Deel van Joegoslavië                 | Deel van Joegoslavië                 | Deel van Joegoslavië                 | Deel van Joegoslavië                 | Deel van Joegoslavië                 | Deel van Joegoslavië                 |
| 1981                                 | Deel van Joegoslavië                 | Deel van Joegoslavië                 | Deel van Joegoslavië                 | Deel van Joegoslavië                 | Deel van Joegoslavië                 | Deel van Joegoslavië                 | Deel van Joegoslavië                 | Deel van Joegoslavië                 |
| 1983                                 | Deel van Joegoslavië                 | Deel van Joegoslavië                 | Deel van Joegoslavië                 | Deel van Joegoslavië                 | Deel van Joegoslavië                 | Deel van Joegoslavië                 | Deel van Joegoslavië                 | Deel van Joegoslavië                 |
| 1985                                 | Deel van Joegoslavië                 | Deel van Joegoslavië                 | Deel van Joegoslavië                 | Deel van Joegoslavië                 | Deel van Joegoslavië                 | Deel van Joegoslavië                 | Deel van Joegoslavië                 | Deel van Joegoslavië                 |
| 1987                                 | Deel van Joegoslavië                 | Deel van Joegoslavië                 | Deel van Joegoslavië                 | Deel van Joegoslavië                 | Deel van Joegoslavië                 | Deel van Joegoslavië                 | Deel van Joegoslavië                 | Deel van Joegoslavië                 |
| 1989                                 | Deel van Joegoslavië                 | Deel van Joegoslavië                 | Deel van Joegoslavië                 | Deel van Joegoslavië                 | Deel van Joegoslavië                 | Deel van Joegoslavië                 | Deel van Joegoslavië                 | Deel van Joegoslavië                 |
| 1991                                 | Deel van Joegoslavië                 | Deel van Joegoslavië                 | Deel van Joegoslavië                 | Deel van Joegoslavië                 | Deel van Joegoslavië                 | Deel van Joegoslavië                 | Deel van Joegoslavië                 | Deel van Joegoslavië                 |
| 1993                                 | Deel van Joegoslavië                 | Deel van Joegoslavië                 | Deel van Joegoslavië                 | Deel van Joegoslavië                 | Deel van Joegoslavië                 | Deel van Joegoslavië                 | Deel van Joegoslavië                 | Deel van Joegoslavië                 |
| 1995                                 | Deel van Joegoslavië                 | Deel van Joegoslavië                 | Deel van Joegoslavië                 | Deel van Joegoslavië                 | Deel van Joegoslavië                 | Deel van Joegoslavië                 | Deel van Joegoslavië                 | Deel van Joegoslavië                 |
| 1997                                 | Deel van Joegoslavië                 | Deel van Joegoslavië                 | Deel van Joegoslavië                 | Deel van Joegoslavië                 | Deel van Joegoslavië                 | Deel van Joegoslavië                 | Deel van Joegoslavië                 | Deel van Joegoslavië                 |
| 1999                                 | Deel van Joegoslavië                 | Deel van Joegoslavië                 | Deel van Joegoslavië                 | Deel van Joegoslavië                 | Deel van Joegoslavië                 | Deel van Joegoslavië                 | Deel van Joegoslavië                 | Deel van Joegoslavië                 |
| 2001                                 | Deel van Joegoslavië                 | Deel van Joegoslavië                 | Deel van Joegoslavië                 | Deel van Joegoslavië                 | Deel van Joegoslavië                 | Deel van Joegoslavië                 | Deel van Joegoslavië                 | Deel van Joegoslavië                 |
| 2003                                 | Deel van Joegoslavië                 | Deel van Joegoslavië                 | Deel van Joegoslavië                 | Deel van Joegoslavië                 | Deel van Joegoslavië                 | Deel van Joegoslavië                 | Deel van Joegoslavië                 | Deel van Joegoslavië                 |
| 2005                                 | Deel van Servië en Montenegro        | Deel van Servië en Montenegro        | Deel van Servië en Montenegro        | Deel van Servië en Montenegro        | Deel van Servië en Montenegro        | Deel van Servië en Montenegro        | Deel van Servië en Montenegro        | Deel van Servië en Montenegro        |
| 2008                                 | 8ste                                 | 8                                    | 4                                    | 1                                    | 3                                    | 250                                  | 249                                  | +1                                   |
| 2010                                 | 3de                                  | 10                                   | 8                                    | 0                                    | 2                                    | 262                                  | 215                                  | +47                                  |
| 2012                                 | Niet gekwalificeerd                  | Niet gekwalificeerd                  | Niet gekwalificeerd                  | Niet gekwalificeerd                  | Niet gekwalificeerd                  | Niet gekwalificeerd                  | Niet gekwalificeerd                  | Niet gekwalificeerd                  |
| 2014                                 | Niet gekwalificeerd                  | Niet gekwalificeerd                  | Niet gekwalificeerd                  | Niet gekwalificeerd                  | Niet gekwalificeerd                  | Niet gekwalificeerd                  | Niet gekwalificeerd                  | Niet gekwalificeerd                  |
| 2016                                 | 17de                                 | 7                                    | 3                                    | 1                                    | 3                                    | 168                                  | 174                                  | -6                                   |
| Totaal                               | 3/20                                 | 25                                   | 15                                   | 2                                    | 8                                    | 680                                  | 638                                  | +42                                  |

 Kampioenen   Runners-up   Derde plaats   Vierde plaats

### Europese kampioenschappen onder 19
| Europees kampioenschap handbal onder 19 | Europees kampioenschap handbal onder 19 | Europees kampioenschap handbal onder 19 | Europees kampioenschap handbal onder 19 | Europees kampioenschap handbal onder 19 | Europees kampioenschap handbal onder 19 | Europees kampioenschap handbal onder 19 | Europees kampioenschap handbal onder 19 | Europees kampioenschap handbal onder 19 |
| Jaar                                    | Resultaat                               | Wed                                     | W                                       | G                                       | V                                       | DV                                      | DT                                      | DS                                      |
| --------------------------------------- | --------------------------------------- | --------------------------------------- | --------------------------------------- | --------------------------------------- | --------------------------------------- | --------------------------------------- | --------------------------------------- | --------------------------------------- |
| 1996                                    | Deel van Joegoslavië                    | Deel van Joegoslavië                    | Deel van Joegoslavië                    | Deel van Joegoslavië                    | Deel van Joegoslavië                    | Deel van Joegoslavië                    | Deel van Joegoslavië                    | Deel van Joegoslavië                    |
| 1998                                    | Deel van Joegoslavië                    | Deel van Joegoslavië                    | Deel van Joegoslavië                    | Deel van Joegoslavië                    | Deel van Joegoslavië                    | Deel van Joegoslavië                    | Deel van Joegoslavië                    | Deel van Joegoslavië                    |
| 2000                                    | Deel van Joegoslavië                    | Deel van Joegoslavië                    | Deel van Joegoslavië                    | Deel van Joegoslavië                    | Deel van Joegoslavië                    | Deel van Joegoslavië                    | Deel van Joegoslavië                    | Deel van Joegoslavië                    |
| 2002                                    | Deel van Joegoslavië                    | Deel van Joegoslavië                    | Deel van Joegoslavië                    | Deel van Joegoslavië                    | Deel van Joegoslavië                    | Deel van Joegoslavië                    | Deel van Joegoslavië                    | Deel van Joegoslavië                    |
| 2004                                    | Deel van Servië en Montenegro           | Deel van Servië en Montenegro           | Deel van Servië en Montenegro           | Deel van Servië en Montenegro           | Deel van Servië en Montenegro           | Deel van Servië en Montenegro           | Deel van Servië en Montenegro           | Deel van Servië en Montenegro           |
| 2007                                    | Niet gekwalificeerd                     | Niet gekwalificeerd                     | Niet gekwalificeerd                     | Niet gekwalificeerd                     | Niet gekwalificeerd                     | Niet gekwalificeerd                     | Niet gekwalificeerd                     | Niet gekwalificeerd                     |
| 2009                                    | 9de                                     | 7                                       | 5                                       | 1                                       | 1                                       | 176                                     | 149                                     | +27                                     |
| 2011                                    | Niet gekwalificeerd                     | Niet gekwalificeerd                     | Niet gekwalificeerd                     | Niet gekwalificeerd                     | Niet gekwalificeerd                     | Niet gekwalificeerd                     | Niet gekwalificeerd                     | Niet gekwalificeerd                     |
| 2013                                    | Niet gekwalificeerd                     | Niet gekwalificeerd                     | Niet gekwalificeerd                     | Niet gekwalificeerd                     | Niet gekwalificeerd                     | Niet gekwalificeerd                     | Niet gekwalificeerd                     | Niet gekwalificeerd                     |
| 2015                                    | 7de                                     |                                         |                                         |                                         |                                         |                                         |                                         |                                         |
| 2017                                    | 8ste                                    |                                         |                                         |                                         |                                         |                                         |                                         |                                         |
| 2019                                    | 12de                                    |                                         |                                         |                                         |                                         |                                         |                                         |                                         |
| 2021                                    | 13de                                    |                                         |                                         |                                         |                                         |                                         |                                         |                                         |
| Totaal                                  | 5/13                                    |                                         |                                         |                                         |                                         |                                         |                                         |                                         |

 Kampioenen   Runners-up   Derde plaats   Vierde plaats